# Wilmot Vaughan (1er comte de Lisburne)
Pour les articles homonymes, voir Wilmot Vaughan et Vaughan.
Wilmot Vaughan, 1er comte de Lisburne (1728 – 6 janvier 1800), de Trawsgoed, Cardiganshire, connu sous le nom de vicomte Lisburne de 1766 à 1776, est un pair et un homme politique gallois.

## Biographie

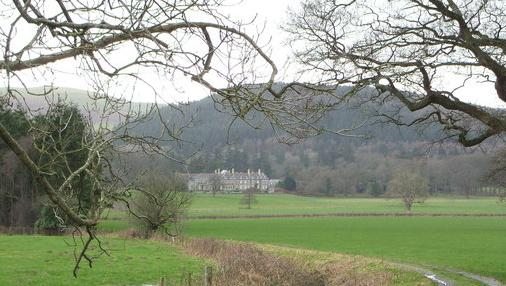
Trawsgoed mansion, Ceredigion, Pays de Galles

Il est le fils de Wilmot Vaughan, 3e vicomte Lisburne, et fait ses études au collège d'Eton.
Il est élu à la chambre des communes pour le Cardiganshire en 1755, poste qu'il occupe jusqu'en 1761, puis de 1768 à 1791. Il représente Berwick-upon-Tweed entre 1765 et 1768. Il exerce les fonctions de Lord du commerce en 1768 et de Lord de l'Amirauté de 1770 à 1782. Il succède à son père en tant que quatrième vicomte Lisburne en 1766, mais comme il s'agit d'une pairie irlandaise, il ne lui est pas interdit de siéger à la Chambre des communes.
En plus de sa carrière politique, il est également Lord Lieutenant du Cardiganshire de 1762 à sa mort. Le 5 juillet 1759, l'université d'Oxford lui décerne le diplôme de Doctor of Civil Law. En 1776, il est créé comte de Lisburne, également dans la pairie d'Irlande.
Lord Lisburne est décédé en janvier 1800 et son fils aîné Wilmot Vaughan, lui succède comme 2e comte de Lisburne. Son deuxième fils John Vaughan, devient ensuite le 3e comte. Sa fille Dorothy Elizabeth épouse Lawrence Palk, 2e baronnet,.